# Sphaerodactylus fantasticus
Espèce
Sphaerodactylus fantasticus est une espèce de geckos de la famille des Sphaerodactylidae.

## Taxinomie
La sous-espèce Sphaerodactylus fantasticus phyzacinus a été élevée au rang d'espèce.

### Liste des sous-espèces
Selon The Reptile Database (20 juin 2012) :

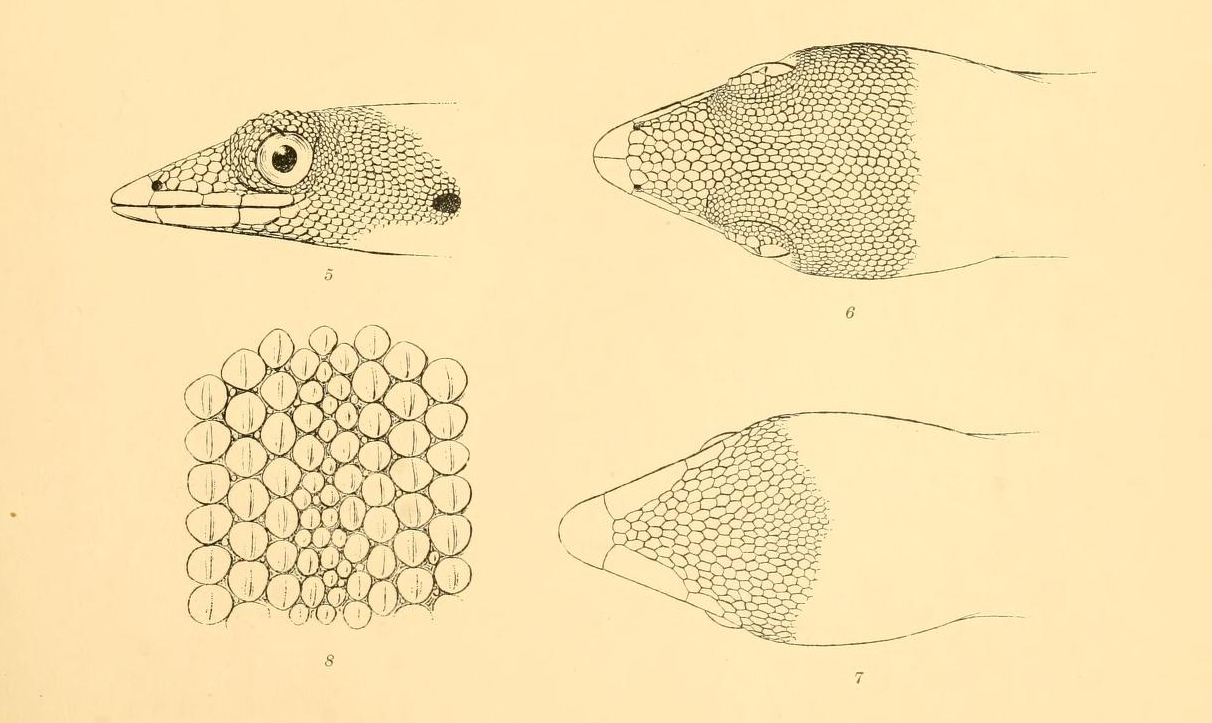
Description en 1921

- Sphaerodactylus fantasticus anidrotus Thomas, 1964
- Sphaerodactylus fantasticus fantasticus Duméril & Bibron, 1836
- Sphaerodactylus fantasticus fuga Thomas, 1964
- Sphaerodactylus fantasticus hippomanes Thomas, 1964
- Sphaerodactylus fantasticus karukera Thomas, 1964
- Sphaerodactylus fantasticus ligniservulus King, 1962
- Sphaerodactylus fantasticus orescius Thomas, 1964
- Sphaerodactylus fantasticus tartaropylorus Thomas, 1964

## Répartition et habitat
Cette espèce se rencontre :
- au Venezuela ;
- dans les îles des Saintes ainsi que sur l'îlet à Cabrit ;
- en Dominique ;
- à Montserrat ;
- à Marie-Galante;
- en Guadeloupe ;
- à La Désirade.

### Publications originales
- Duméril et Bibron, 1836 : Erpetologie Générale ou Histoire Naturelle Complete des Reptiles. Librairie Encyclopédique Roret, Paris, vol. 3, p. 1-517 (texte intégral).
- King, 1962 : Systematics of Lesser Antillean lizards of the genus Sphaerodactylus. Bulletin of the Florida State Museum, Biological Sciences, vol. 7, p. 1-52 (texte intégral).
- Thomas, 1964 : The races of Sphaerodactylus fantasticus Dumeril & Bibron in the Lesser Antilles. Caribbean Journal of Science, vol. 4, p. 373—390 (texte intégral).